# Stretto di Sumba

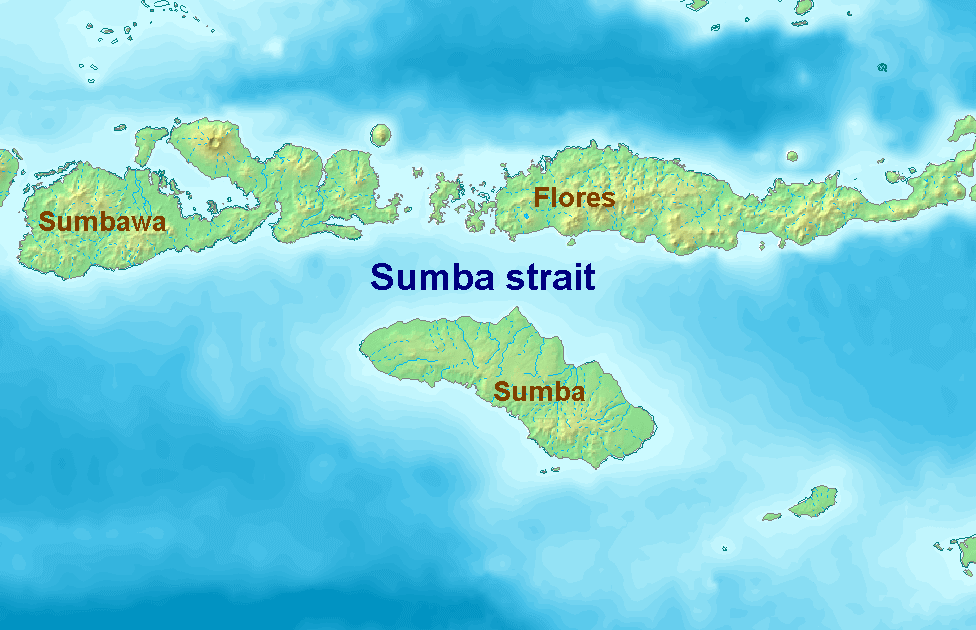
La localizzazione dello stretto di Sumba.

Lo stretto di Sumba (indonesiano: Selat Sumba) è un braccio di mare che separa l'isola di Sumba dalle più grandi isole di Sumbawa e Flores, oltre ad altre isole minori come Komodo e Rinca, in Indonesia. Lo stretto collega il Mar di Sawu con l'oceano Indiano, ha una lunghezza di circa 280 km e una larghezza compresa fra i 48 e gli 88 km. È un importante percorso di navigazione.